# Bernard Gilpin
Bernard Gilpin, também conhecido como Apóstolo do Norte (1517 - 4 de março de 1583) foi um teólogo inglês.

## História
Bernard Gilpin nasceu no ano de 1517, em meio ao reinado de Henrique VIII. Ele descende da família Westmorland, e nasceu em Kentmere poucos quilómetros de Kendal, Cumbria na Inglaterra.
Foi educado na The Queen's College, em Oxford, graduando-BA em 1540, M.A., em 1542 e B.D. em 1549. Ele foi eleito Fellow of Queens e ordenado em 1542, posteriormente foi eleito estudante da Igreja de Cristo.
Em Oxford, primeiro aderiu ao conservadorismo, e defendeu as doutrinas da Igreja contra John Hooper, mas sua confiança foi um pouco abalada por um debate público que teve com Pietro Martire Vermigli. Em 1552, pregou um sermão sobre sacrilégio antes Rei Edward VI, que foi devidamente publicada e mostra o elevado ideal que tinha formado do escritório de escritório. Sobre o mesmo tempo que ele foi apresentado ao presbitério de Norton, na diocese de Durham, e obtido uma licença, através de William Cecil, como um pregador geral em todo o reino, enquanto o rei vivia.